# Amadei
«Amadei» —  международный онлайн сервис цифровой дистрибуции музыки на различных стриминговых площадках мира, основанный в 2019 году.  
Компания предоставляет распространение, продвижение, лицензирование, монетизацию и техническую доработку музыкальной отрасли. 

## Ключевые особенности
Международная платформа, которая объединяет музыкантов различных форматов и жанров, помогает им найти партнёров для совместных проектов, а также загрузить и продвигать свои работы на музыкальных площадках мира.
Также платформа позволяет моментально обработать композиции и редактировать.
Загрузить можно на музыкальные сервисы: Apple Music, Spotify, Deezer и др.

## Монетизация
По данным Forbes, пользователи за время существования сервиса, заработали на своем творчестве более $163 000.

## История
Компания Amadei была основана в 2019 году Брониславом Горбачёвым.
Когда мы запустили Amadei в 2019, мы хотели создать сообщество независимых музыкантов, поддерживающих друг друга, с возможностью создания совместных музыкальных проектов. С развитием, мы посмотрели на проект шире. Сейчас наша миссия — стать сервисом по взращиванию музыкальных талантов - цифровым лидером в музыкальной индустрии. Мы усилили наши позиции на рынке США. Подписали соглашения с радиостанциями из США на ротацию треков наших артистов на еженедельной основе и искали партнера, который имел бы опыт работы с зарубежными рынками»Бронислав Горбачёв
В 2018 году была международная программа развития стартапов «Sber500»,за три года выпускники заключили более 500 контрактов с крупными клиентами и получили более 700 млн рублей инвестиций — от российских и международных корпораций, фондов-партнёров.
В 2021 году Amadei принял участие в международной программе Сбера и фонда 500 Startups — «Sber500», а в апреле стал финалистом акселератора.
Amadei занял 1-е место на рынке США среди 13 наиболее перспективных стартапов в музыкальной индустрии.
Также компания заняла 1-е место в рейтинге США среди 101 инновационных компаний в музыкалной индустрии.

### Сотрудничество
Компания сотрудничает с  звукозаписывающими лейблами, среди которых Universal Music Group, Sony Music Entertainment и BMG, а также лейблы электронной музыки RitualMusic (Франция), Carillo Music (США), TigerRecords (Германия) и Homerun House (США) и др.

### Сообщество
Компания позиционирует себя как сообщество людей, которым небезразлична музыка. Любой пользователь может зарегистрироваться на платформе, создавать совместные проекты с музыкантами из других стран, юридически фиксировать свои доли в проектах и разделять роялти.

## Услуги

### Дистрибуция
Компания позволяет пользователям выпускать свои треки на музыкальных стриминговых сервисах мира таких как: Spotify, Youtube, Apple Music, Google Play, Amazon, Deezer, TikTok и др.

### Мастеринг
Amadei имеет технологию, использующую искусственный интеллект, позволяющая артисту быстро и качественно подготовить песню к релизу в соответствии со стандартами качества цифрового распространения. Технология анализирует загруженный трек и создает 3 звуковые версии композиции, соответствующую стилю и жанру песни.

### A&R-Менеджмент
Amadei имеет команду экспертов в музыкальной индустрии, которая сотрудничает крупнейшими звукозаписывающими лейблами и предоставляет экспертные рекомендации в зависимости от запроса музыканта.

### PR-Услуги
Компания помогает артистам представить свои треки различным диджеям, менеджерам радиостанций. Продвинуть их в музыкальные блоги, потоковое вещание Spotify, TikTok и YouTube.

### Финансирование музыкантов
Компания Amadei предоставляет возможность музыкантам получить финансирование для продвижение музыки на всех цифровых стриминговых площадках мира.

## Акционеры
По некоторым данным, основновыми акционерами платформы — является компания «Joint Journey», которая инвистировала на сумму $200 000.

### Артисты
- RSY
- BMB SpaceKid
- Justchillbeats
- Going Deeper
- Matvey Emerson
- Zeskullz
- cinematic_alex
- Rasster
- INSIDIA
- Playmore

За всё время существования сервиса, компания подписала более 16 тысяч активных артистов, выпустила около 14 тысяч песен.

## Деятельность
Компания получает основной доход за счёт монетизации музыкальных проектов, продаж цифровых версий песен, а также встроенную рекламу. Основные рынки Amadei — Украина, Казахстан, ОАЭ, Узбекистан, Таджикистан, США, Израиль, Италия, Германия и Китай.